# 児単于
児単于（じぜんう、拼音：Érchányú、? - 紀元前102年）は、中国前漢時代の匈奴の単于。烏維単于の子。姓は攣鞮氏、名は詹師廬といい、年が若かったので児単于と呼ばれた。『史記』では烏師廬と表記。

## 生涯
烏維単于の子として生まれる。
元封6年（前105年）、父が死ぬと、詹師廬が単于となった（以後児単于）。児単于は西北に移動し、左方（東方）は雲中郡、右方（西方）は酒泉郡・敦煌郡と境を接することとなる。
児単于が即位すると漢の朝廷は匈奴を分裂させるため、2人の使者を単于と右賢王に送った。しかし匈奴領内に入ると2人とも単于の所へ連れて行かれ、児単于は怒って2人の使者を留置した。その後も漢は使者を2人よこしたので、その都度留置し、留置された使者は合わせて十組余りにもなった。匈奴が漢の使者を留置するので、漢のほうでも匈奴の使者を留置するようになった。冬、匈奴では大雪が降り、飢えと寒さで死ぬ家畜が多かった。児単于は年が若く、戦争や虐殺を好んだので、国民の多くは落ち着かなかった。そこで、左大都尉は単于を殺したいと考え、漢と密通して謀を企てた。
太初2年（前103年）春、漢は浞野侯の趙破奴に2万騎を率いさせ、朔方から進軍した。しかし、趙破奴は浚稽山まで行くと引き返した。左大都尉は行動を起こそうとしたが発覚し、単于に処刑された。児単于は左方の兵をくり出して趙破奴を攻撃し捕らえ、その軍をすべて降伏させた。
太初3年（前102年）、児単于は受降城を攻撃する途中で病死した。彼の子はまだ幼かったので、烏維単于の弟の右賢王呴犁湖が単于に選ばれた。

## 参考資料
- 『史記』（匈奴列伝）
- 『漢書』（匈奴伝）